# Meddybemps
Meddybemps és una població dels Estats Units a l'estat de Maine (EUA). Segons el cens del 2000 tenia 150 habitants.

## Demografia
Segons el cens del 2000, Meddybemps tenia 150 habitants, 67 habitatges, i 46 famílies. La densitat de població era de 4,3 habitants/km².
Dels 67 habitatges en un 22,4% hi vivien nens de menys de 18 anys, en un 58,2% hi vivien parelles casades, en un 9% dones solteres, i en un 29,9% no eren unitats familiars. En el 26,9% dels habitatges hi vivien persones soles el 10,4% de les quals corresponia a persones de 65 anys o més que vivien soles. El nombre mitjà de persones vivint en cada habitatge era de 2,24 i el nombre mitjà de persones que vivien en cada família era de 2,68.
Per edats la població es repartia de la següent manera: un 18% tenia menys de 18 anys, un 6% entre 18 i 24, un 26,7% entre 25 i 44, un 29,3% de 45 a 60 i un 20% 65 anys o més.
L'edat mediana era de 45 anys. Per cada 100 dones de 18 o més anys hi havia 83,6 homes.
La renda mediana per habitatge era de 35.625 $ i la renda mediana per família de 36.250 $. Els homes tenien una renda mediana de 34.167 $ mentre que les dones 21.563 $. La renda per capita de la població era de 17.840 $. Cap de les famílies i el 2,4% de la població estaven per davall del llindar de pobresa.